# Rio Corubal
Le rio Corubal (appelé Koliba ou Tominé dans son cours supérieur) est une rivière d'Afrique occidentale qui traverse les territoires de la Guinée, puis de la Guinée-Bissau.  

## Géographie
Le Tominé/Corubal naît en Guinée dans les monts du Fouta-Djalon. Sa longueur est de plus ou moins 560 km. Il coule grosso modo - avec de nombreux méandres - en direction de l'ouest. En Guinée, il baigne la ville de Gaoual. Après avoir formé quelque temps la frontière avec la Guinée-Bissau, il quitte définitivement le territoire de la Guinée. Il finit par se jeter dans le large estuaire du rio Geba, à une cinquantaine de kilomètres en amont de la ville de Bissau.

## Hydrométrie - Les débits à Saltinho
Le débit de la rivière a été observé pendant 18 ans (1977-1994) à Saltinho, localité située à quelque 200 kilomètres de l'océan . 
À Saltinho (de), le débit annuel moyen ou module observé sur cette période a été de 304 m3/s pour une surface prise en compte de plus ou moins 23 840 km2, soit plus de 90 % de la totalité du bassin versant de la rivière.
La lame d'eau écoulée dans l'ensemble du bassin atteint le chiffre de 404 millimètres par an, cr qui peut être considéré comme élevé.
Le rio Corubal est un cours d'eau abondant mais très irrégulier. Le débit moyen mensuel observé en mai (minimum d'étiage) n'atteint que 8 m3/s, soit plus de 140 fois moins que le débit moyen du mois de septembre, mois principal des hautes eaux. Cette amplitude de variations saisonnières est très élevée et souligne l'importante irrégularité de la rivière. Sur la durée d'observation de 18 ans, le débit mensuel minimal a été de 5,4 m3/s, tandis que le débit mensuel maximal s'élevait à 1 600 m3/s.

## Histoire
C'est lors de la traversée du Rio Corubal à Chéché (en) que se déroula, lors de la guerre d'indépendance bissau-guinéenne, la catastrophe de Chéché qui entraîna la mort d'une cinquantaine de militaires portugais.